# Umma (miasto)

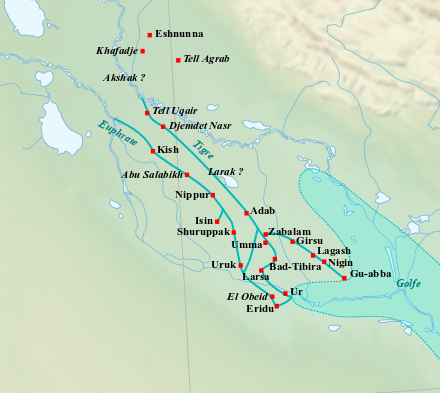
mapa z zaznaczonym położeniem najważniejszych miast Sumeru w okresie wczesnodynastycznym (ok. 2900-2350 p.n.e.)

Umma – starożytne miasto-państwo założone przez Sumerów w południowej Mezopotamii, znane przede wszystkim z długotrwałego sporu  granicznego z sąsiadującym miastem-państwem Lagasz; obecnie stanowisko archeologiczne Dżucha (Jūkhā) w Iraku. Władca Ummy, Lugalzagesi, ok. 2350 r. p.n.e. zjednoczył na 16 lat Sumer i Akad. Następnie Umma została podbita przez Sargona Wielkiego.